# Hohenzollern Typ Orsoy
Die Heißdampf-Tenderlokomotive Hohenzollern Typ Orsoy wurde von der Lokomotivfabrik Hohenzollern mit der Fabriknummer 4071 im Jahr 1920 als Industrielokomotive gebaut.
Sie entspricht im Wesentlichen der Hohenzollern Typ Hamborn und war mit dieser weitgehend äußerlich identisch.

## Geschichte und Technik
Die Lokomotive wurde an die Bergbau-Gesellschaft Recklinghausen geliefert und erhielt dort die Betriebsnummer 17-T5. Später wurde sie von der Hibernia übernommen und als 23-D bezeichnet. 1953 fuhr die Lokomotive als BGR 17 bei der Zeche Westerholt. Gegen 1966 wurde die Lokomotive ausgemustert und verschrottet.
Durch die Heißdampfausführung besaß die Lokomotive einen Überhitzer. Der Wasservorrat war größer als bei der Type Hamborn.